# Рабочий и театр
«Рабочий и театр» — советский иллюстрированный театрально-художественный журнал.
Создан в сентябре 1924 года в Ленинграде. Выходил до декабря 1937 года (до 1935 года — еженедельно, в 1935—1937 — раз в две недели, в 1937 году — ежемесячно). С 1937 года печатался под названием «Искусство и жизнь». Журнал продолжал традиции журнала «Жизнь искусства» (1923—1929).
На страницах журнала «Рабочий и театр» освещалась театрально-художественная жизнь жизнь Ленинграда и Москвы (рецензии на спектакли, концерты, кинофильмы, выставки и прочая информация, хроника), печатались статьи по разным творческим и организационно-художественным вопросам.
До 1929 в виде приложений печатался «Спутник по театру», где помещались аннотированные программы ленинградских театров.
В числе редакторов были З. И. Любинский, В. Е. Вольф и др.
Большое участие в работе журнала принимал А. В. Луначарский. С журналом сотрудничали видные советские театроведы, искусствоведы, театральные критики и деятели искусства, в том числе В. М. Богданов-Березовский, А. Е. Будяковский, П. М. Журавленко, В. П. Ивинг, Е. М. Кузнецов (член редколлегии), С. С. Томский, С. Л. Цимбал и многие другие.